# Сугимото, Ая
Ая Сугимото (яп. 杉本 彩 Сугимото Ая, род. 19 июля 1968 года Киото, Япония) — японская певица, модель, актриса, танцовщица и писательница.

## Карьера
Сугимото наиболее известна в Японии как J-pop певица (синглы #1 «Usagi», «Boys» и «Gorgeous») и актриса. Среди многих сыгранных ею ролей наиболее известная — королева Погибель в телесериале 2003—2004 годов «Pretty Guardian Sailor Moon».
В сентябре 2008 году Сугимото стала первой японской моделью в меховой кампании PETA.

## Альбомы
- Aya (1988)
- Mizu no Naka no Chiisana Taiyou (水の中の小さな太陽) (1988)
- Shakunetsu Densetsu (灼熱伝説) (1989)
- Body&Soul (1990)
- Japanese Dream (1990)
- Shiseikatsu (私生活) (1991)
- Femme Fatale (1995)

## Синглы
- Boys (1988)
- 13 Hi no Hana (13日のルナ) (1988)
- Nichiyoubi wa Dame yo (日曜日はダメよ) (1989)
- B & S (1990)
- ukigi (1990)
- Gorgeous (ゴージャス) (1990)
- Kagayaitete… (輝いてて・・・) (1991)
- Ai ga Shiritai (愛が知りたい) (1992)
- Le Soir ~Eien no Wakare~ (Le SOIR～永遠の別れ～) (1993)

## Фильмы
- 2006 : Ghost Train
- 2006 : Trapped Ashes
- 2006 : LoveDeath
- 2005 : Hana to hebi 2: Pari/Shizuko
- 2005 : Gokudô no onna-tachi: Jôen
- 2004 : Girlfriend: Someone Please Stop the World
- 2004 : Hana to hebi
- 2002 : Ultraman Cosmos 2: The Blue Planet (Urutoraman Kosumosu: Buru Puranetto)
- 1998 : Ultraman Tiga & Ultraman Dyna: Warriors of the Star of Light (Urutoraman Tiga & Urutoraman Daina: Hikari no hoshi no senshi tachi)
- 1994 : A New Love in Tokyo (Ai no shinsekai)
- 1993 : Megami ga kureta natsu
- 1987 : Shonan bakusozoku: Bomber Bikers of Shonan (Shônan bakusôzoku)

## Телесериалы
- Pretty Guardian Sailor Moon как королева Погибель
- Jigoku Shoujo как Хонэ Онна